# Varga Vilma
Varga Vilma, Varga Vilma Jolán (Pest, Józsefváros, 1865. március 30. – Budapest, 1950. augusztus 28.) magyar zongoraművész és zenetanár.

## Élete
Varga Ferenc állatorvos és Tély Franciska (1823-1904) szülésznő lánya, 1865. április 8-án keresztelték. Varga Vilma zongoraművész és zenepedagógus a budai Zeneakadémián tanított és egész életét Liszt Ferenc emléke ápolásának szentelte, a nemes liszti zongoratradíció megőrzésére törekedett. Gyakran játszott Johannes Brahms-szal és Hubay Jenővel együtt. Halálát agyvérzés okozta. Tárnokon nagy tisztelettel emlékeznek Varga Vilma életművére és a Tárnoki Művelődési Ház olvasóterme Varga Vilma nevét viseli. Tárnokon gondozzák nyughelyét is az Öreg-temetőben. Családja ide költözött és a szülők mellé temették el őt is.
Férje 1901. augusztus 12-től Szkurkay Egyed Viktor József volt, akitől 1905-ben elvált.

## Neves taníötványai
- Eisemann Mihály (1915-)

## Emlékezete
Az ő nevét viseli a tárnoki művelődési ház olvasóterme.